# Natalia Gómez Navajas
Natalia Gómez Navajas (Logroño, 8 de diciembre de 1970) es una escritora española de novela negra.

## Biografía
Nacida en Logroño en 1970, estudió la carrera de gestión de empresa en Madrid, regresando a su ciudad natal a su finalización. En 2012 fue diagnosticada con fibromialgia, lo que le hizo dar vuelco a su vida y crear su primer gimnasio dedicado a actividades dirigidas.
En 2016, la escritora logroñesa debutó con Tras el objetivo, un thriller coral que se desarrolla en dos tiempos. Con Nueva Orleans como escenario principal, sus personajes ―una fotógrafa y un escritor― se ven implicados en situaciones límites que los llevarán a actuar por encima de sus posibilidades. La ciudad, fetiche para la escritora, inspiró una novela en la que se funden vudú, mafia y amor.
Su segunda novela vio la luz en 2017, Buzali. El origen, que fue finalista al Premio de Novela Cartagena Negra 2018. Esta obra consagró a la escritora dentro del género negro, con una denuncia a la sociedad actual. Se adentra en el mundo del crimen organizado, contrabando de drogas y de la trata de blancas desde la mirada de un mafioso albanés.
En 2018 publicó El mago y la daga, que resultó galardonada con el II Premio Literatura Ilustrada Villa de Nalda e Islallana. El relato está ambientado en la localidad riojana y aúna fantasía e historia, al enmarcarse en la Edad Media, cuando Nalda fue cabeza del Señorío de Cameros.
El 22 de octubre de 2020 presentó su tercera novela, Aras de Venganza, cuya trama acontece en esta ocasión en La Rioja, la tierra natal de la autora. Fue finalista en el prestigioso premio Cartagena Negra, que se concedió el 11 de septiembre de 2021.
El 16 y 17 de junio de 2022 fue comisaria del Festival Rioja Noir, una iniciativa de diferentes actividades en torno al género de la novela negra, suspense y policíaca que se celebró en Baños de Río Tobía, La Rioja.
En octubre de 2022 salió a la venta su cuarta novela, La Fiscal, de la mano de Cosecha Negra Ediciones.
El 18 de febrero de 2025 se puso a la venta su nueva novela, El testamento de los pasos perdidos, publicada por Editorial Almuzara.

## Obra
- Tras el objetivo, Editorial Siníndice, 2016 ISBN 9788415924777[10]
- Buzali. El origen, Editorial Siníndice, 2017[11]ISBN 9788417235024[12]
- El mago y la daga, Editorial Siníndice, 2018 ISBN 9788417235291[13]
- Aras de venganza, Célebre Editorial, 2020 ISBN 9788412236767
- La fiscal, Cosecha Negra Ediciones, 2022 ISBN 9788412590302
- El testamento de los pasos perdidos, Editorial Almuzara, 2025 ISBN 9788410526259

## Premios
- El mago y la daga. II Premio Literatura Ilustrada Villa de Nalda e Islallana. (2018)[14]
- La chica del gangster. I Concurso de microrrelatos "El Quinto Libro". (2019)[15]
- Aras de venganza. VII Premio del Libro Ateneo Riojano. Modalidad: narrativa. (2021)[16]